# بهیکهی، پاکستان
بهیکهی (به انگلیسی: Bhikhi) یک شهرک در پاکستان است که در ناحیه مندی بهاءالدین واقع شده‌است.